# Abdelhadi Labâli
Abdelhadi Labâli (ur. 26 kwietnia 1993) – marokański lekkoatleta specjalizujący się w biegach średnich. 
Bez sukcesów startował w 2010 na mistrzostwach świata w biegach przełajowych oraz igrzyskach olimpijskich młodzieży. W kolejnym sezonie był piąty na juniorskich mistrzostwach Afryki oraz ponownie bez większych sukcesów startował w przełajowych mistrzostwach świata. Brązowy medalista mistrzostw świata juniorów z 2012. 
W 2016 został zdyskwalifikowany na dwa lata (do 26 kwietnia 2018) za stosowanie niedozwolonego dopingu i od 12 maja 2016 do 11 maja 2024.
Rekordy życiowe: bieg na 1500 metrów – 3:37,59 (12 maja 2012, Rabat).